# Winter Moods
Winter Moods ist eine maltesische Musikgruppe. Ihre Musik kann dem Musikstil Rock bzw. Alternative Rock zugeordnet werden.

## Geschichte
Die Band wurde Mitte der achtziger Jahre von Joseph Rizzo (Bass) und Steve Caruana Smith (Gitarre) gegründet. Nach kurzer Zeit kam der mit ihnen befreundete Ivan Grech als Sänger hinzu.
Die Band probte in grauen Wintertagen in einer Garage in Senglea. Nach eigenen Angaben entstand der Bandname in Anlehnung an die Stimmung der Bandmitglieder während dieser Zeit. Die Besetzung wurde durch Etienne Robinich (Keyboards) und James Vella (Schlagzeug) ergänzt. In der Anfangszeit trat die Band ausschließlich auf Malta vor lokalem Publikum auf. Während der neunziger Jahre eröffneten die auch auf Malta entstehenden neuen, privaten Radiostationen der Band neue Möglichkeiten. Die erste Single Sarah erfreute sich relativ großer Beliebtheit und gab der Band die Chance zu weiteren Produktionen. Das 1996 veröffentlichte Debütalbum Winter Moods konnte sich unter den Top 20 der maltesischen Album-Charts platzieren. 1997 kam mit Melvin Caruana (Gitarre) das bislang letzte Mitglied der Band hinzu.
Das 2001 veröffentlichte Album Morning Ale erreichte Platz eins der maltesischen Album-Charts, die Auskoppelungen Jamaica, Ride und Everyday Song gehören zu den populärsten Stücken der Band. Die nachfolgenden Alben Butterfly Horse und Ordinary Man erreichten ebenfalls wenige Tage nach der Veröffentlichung Platz eins der Album-Charts, Ordinary Man ist das meistverkaufte Album der Band, die Auskopplung Marigold die populärste Single.
Über die Jahre gewannen Winter Moods diverse Preise. Sie wurden viermal als beste Band für den Malta Music Award nominiert (1997, 2001, 2003 and 2007). 2007 gewannen Winter Moods den Preis als beste Band letztendlich für ihren Hit Marigold, und Ivan Grech bekam den Preis als bester Liedschreiber. 2003 erhielten sie zudem den Preis des besten Albums für Butterfly House.
Die Band trat auf zahlreichen Festivals auf Malta und in Europa auf, darunter 2004 beim Ringfest in Köln.
2009 verließ Schlagzeuger James Vella die Band. Für ihn kam Karl Fenech.
Am 30. Juli 2010 gab die Band ein Konzert in Floriana (The Granaries - Fossos), vor mehr als 10.000 zahlenden Zuschauern. Dieser Auftritt schrieb Geschichte, da es sich um das bisher größte Konzert einer einheimischen Band handelte. Winter Moods toppte damit ihren eigenen Rekord vom 9. Juli 2008 in Valletta an der "Waterfront", bei dem sie vor über 7.500 Zuschauern spielten.

## Diskografie

### Alben
- Winter Moods (1996)
- Fool for an Angel (1998)
- Morning Ale (2000)
- Butterfly House (2003)
- Closer (2005)
- Ordinary Man (2006)
- Argento (2015)
- The Journey (2015)

### Singles
- My Neverland (Mai 2010)